# Famille Bonsignori
Pour les articles homonymes, voir Bonsignore.
La famille Bonsignori est une famille d'artistes italiens, de peintres véronais du XVe et du XVIe siècle.

## Personnalités
- Alberto Bonsignori (... - ...) et ses fils :
  - Francesco Bonsignori ou Francesco-Girolamo Monsignori, (Vérone, vers 1460 – Caldiero, 2 juillet 1519) ;
  - Girolamo Bonsignori ou Girolamo Monsignori (dit Fra) ou Fra Monsignori, (Vérone, 1472 - Mantoue, 1529) ;
  - Cherubino Bonsignori ou Fra Cherubino Monsignori (... - ...).

## Pour approfondir